# Prosper de Chasseloup-Laubat
Justin Napoléon Samuel Prosper de Chasseloup-Laubat, född den 29 maj 1805 i Alessandria, död den 29 mars 1873 i Versailles, var en fransk markis och statsman. Han var son till François de Chasseloup-Laubat.
Chasseloup-Laubat blev 1830 föredragande i statsrådet (maître des requètes) och 1838 statsråd. Efter februarirevolutionen slöt han sig till bonapartisterna, invaldes 1849 i lagstiftande församlingen och var 1851 (10 april–26 oktober) marinminister. Efter statsstrecket blev han medlem av lagstiftande kåren, dit han återinvaldes 1857. Sedan han 1859–1860 tjänstgjort som kolonialminister, beklädde han 1860–1867 ånyo marinministerposten och utnämndes i juli 1869 till president i statsrådet, vilken post han lämnade vid årets slut. År 1871 blev han medlem av nationalförsamlingen. Chasseloup-Laubat skrev flera värdefulla uppsatser i Revue des deux Mondes.